# Epiconcana
Epiconcana é um gênero de traça pertencente à família Arctiidae.